# 꿈빛 파티시엘
꿈빛 파티시엘(일본어: 夢色パティシエール 유메이로 파티시에르[*])은 마츠모토 나츠미에 의해 만들어진 일본의 만화다. 《리본》(슈에이샤)에서 2008년 10월호부터 2011년 7월호까지 연재되었다.
이를 원작으로 하는 애니메이션은 2009년 10월 4일부터 2010년 9월 26일까지 대한민국의 투니버스에서 방영되었고, 2014년 7월부터 재방영되었다.
대한민국에서는 TV시리즈 애니메이션 1작을 ㈜온미디어(현 CJ ENM)에서 수입하고 자사 투니버스에 공급하여, 투니버스에서 한국어 더빙을 제작 후에 2009년 10월 4일부터 7세 이상 관람가로 방영하였다. 2010년에는 CJ ENM에서 시리즈 2작 『꿈빛 파티시엘 SP 프로페셔널』을 수입하고, 자사 투니버스에 공급하여, 『꿈빛 파티시엘 프로페셔널』라는 이름으로 한국어 더빙을 제작 후에 2010년 9월 27일부터 7세 이상 관람가로 방영하였다. 만화책 시리즈는 TV시리즈 애니메이션이 투니버스에서 방영되자, 2009년 10월 4일에 김진수가 번역하여, 대원씨아이에서 『꿈빛 파티시엘1』을 발행한 이후
2010년 9월 26일에 10권(한국 기준)으로 연재가 끝났다.

## 시놉시스
먹는 것만 잘한다고 생각하던 딸기는 제과 페스타에서 제빵천재인 앙리 루카스 선생님을 만난다. 앙리 선생님은 제빵사로서의 직감으로 딸기가 제빵에 재능이 있다는 사실을 알게 된다. 딸기는 자신의 할머니가 다니던 세인트 마리 학원에서 일명 스위트 왕자들이라고 불리는 원가온, 안도하, 서로진을 만나게된다. 이들은 각자 자신의 특기가 있었고 모든 면에서 우수할 뿐만 아니라, 얼굴까지 잘생겼다. 딸기는 룸메이트인 루미와 친해진다.
딸기는 앙리 선생님의 추천을 받고 왔다는 이유만으로 스위트 왕자들이 들어가있는 우등생 그룹인 A-그룹에 들어가게 되지만, 제빵에 관해서는 완전한 초보인 딸기는 결국 실수를 연달아 하게 된다. 이에 A-그룹은 마이너스 10점을 받게 된다. 화가 난 가온은 딸기의 크레이프를 먹고는 "초보자라는 동정심으로 어떻게 할 생각으로 왔다면 돌아가!"라는 박정한 말을 한다.
이렇게 딸기는 창피를 당하고 충격을 먹지만, 좌절하지 않고 다시 돌아와서 밤늦게까지 자신이 실패했던 크레이프를 연습하고 또 연습한다. 하지만 뜻대로 되지 않자 벽에 걸려있는 스위트 여왕의 그림을 보고 자신의 꿈을 이룰 수 있게 도와달라고 외친다. 그러자 그녀는 생각지도 못한 스위트 요정 바닐라와 조우하게 된다. 이 스위트 요정들은 자신의 나라에서 궁정파티시에가 되는 것을 목표로 열심히 연습하는 요정들이었는데, 그들은 때가 되면 인간 파트너를 찾아서 파트너를 맺고 둘이서 같이 스위트를 만든다. 나중엔 스위트 왕자들도 모두 스위트 요정들이 한명씩 붙어있다는 걸 알게 된다.
이런 식으로 시간을 보내며 끊임없이 성장하는 딸기의 노력하는 성장 과정을 그린 이야기다.
여담으로 아이유가 불렀다 

## 방영목록
| 회차 | 방송 일자        | 부제 (서브 타이틀)       |
| ---- | ---------------- | ------------------------ |
| 1회  | 2010년 10월 13일 | 난 파티시에가 될거야!    |
| 2회  | 2010년 10월 20일 | 전설의 스위트 요정       |
| 3회  | 2010년 10월 27일 | 장미의 스위트 왕자       |
| 4회  | 2010년 11월 4일  | 난 케이크가 정말 싫어!   |
| 5회  | 2010년 11월 11일 | 천사?악마요정            |
| 6회  | 2010년 11월 18일 | 병아리유치원의 생일 파티 |
| 7회  | 2010년 11월 25일 | 특별한 생일 케이크       |
| 8회  | 2010년 12월 2일  | 천재와 천적의 만남       |
| 9회  | 2010년 12월 9일  | 운명의 푸딩 대결         |
| 10회 | 2010년 12월 16일 | 추억의 딸기 타르트       |
| 11회 | 2010년 12월 23일 | 왕자들의 우정 마들렌     |
| 12회 | 2010년 12월 30일 | 7년만의 메리 크리스마스  |
| 13회 | 2011년 1월 7일   | 해피 스위트 드림         |
| 14회 | 2011년 1월 14일  | 케이크 그랑프리 개막!    |
| 15회 | 2011년 1월 21일  | 눈물의 로즈 워터!        |
| 16회 | 2011년 1월 28일  | 행복한 장미의 기억       |
| 17회 | 2011년 2월 5일   | 파티시엘 대결            |
| 18회 | 2011년 2월 12일  | 달콤 쌉싸름한 비밀       |
| 19회 | 2011년 2월 19일  | 해피 발렌타인            |
| 20회 | 2011년 2월 26일  | 파리에서 온 전학생       |
| 21회 | 2011년 3월 5일   | 우정의 녹차 가토 쇼콜라  |
| 22회 | 2011년 3월 12일  | 바움쿠헨의 약속          |
| 23회 | 2011년 3월 19일  | 서커스 소녀 아멜리       |
| 24회 | 2011년 3월 26일  | 사랑의 초콜릿 케이크?    |
| 25회 | 2011년 4월 2일   | 빼앗긴 가온이            |
| 26회 | 2011년 4월 9일   | 공주제국의 악몽          |
| 27회 | 2011년 4월 16일  | 요정들의 시험            |
| 28회 | 2011년 4월 23일  | 딸기와 다래와 왕자님     |
| 29회 | 2011년 4월 30일  | 인연의 밀크레이프        |
| 30회 | 2011년 5월 7일   | 미라클 치즈 케이크       |
| 31회 | 2011년 5월 14일  | 공주와 여왕              |
| 32회 | 2011년 5월 21일  | 트로피컬 파라다이스      |
| 33회 | 2011년 5월 28일  | 스트로베리 패닉!         |
| 34회 | 2011년 6월 4일   | 사상 최강의 콤비         |
| 35회 | 2011년 6월 11일  | 돌아온 앙리 선생님       |
| 36회 | 2011년 6월 18일  | 결전 전야                |
| 37회 | 2011년 6월 25일  | 양보할 수 없는 마음      |
| 38회 | 2011년 7월 2일   | 도전의 끝                |
| 39회 | 2011년 7월 9일   | 사라진 레시피            |
| 40회 | 2011년 7월 16일  | 봉쥬르!파리              |
| 41회 | 2011년 7월 23일  | 네번째 스위트 왕자       |
| 42회 | 2011년 7월 30일  | 행복의 젤라또            |
| 43회 | 2011년 8월 6일   | 오렌지 나무 아래서       |
| 44회 | 2011년 8월 13일  | 초콜릿 프린세스          |
| 45회 | 2011년 8월 20일  | 봉봉 쇼콜라 여행         |
| 46회 | 2011년 8월 27일  | 할머니의 레시피          |
| 47회 | 2011년 9월 3일   | 뒷밭에서 찾은 파리       |
| 48회 | 2011년 9월 10일  | 또 다른 앙리 선생님      |
| 49회 | 2011년 9월 17일  | 결전!베르사이유 궁전     |
| 50회 | 2011년 9월 24일  | 꿈의 딸기 타르트         |

## 주제가

### 한국판
1기
- 오프닝 - 〈내 꿈은 파티시엘〉 (노래: 아이유)
- 엔딩 - 〈꿈빛 레시피〉 (노래: 김현지 (감딸기役), 코러스: 이정은)

### 일본판
1기
- 오프닝 - 꿈꿔온 파티시엘♪(노래: 고죠 마유미)
- 엔딩 - 이치고 미라클룰루 いちごのミラクルール (노래: 스기하라 유키나)

## 스탭
- 원작: 마쓰모토 나쓰미
- 시리즈 구성·각본: 야마다 타카시
- 감독: 스즈키 이쿠
- 음악: 오하시 메구미, 타나카 카즈야
- 애니메이션 프로듀서: 요시다 다이키
- 수석프로듀서: 오쿠마 야스유키, 토야마 아쓰시
- 프로듀서: 엔도 미치코, 나가이 코지, 후루카와 신, 타카미 마사토
- 제작: 스튜다오피에로

### 우리말 제작
- 책임프로듀서: 신동식
- 기획: 장진원
- 편성: 이명희, 강유미, 김민지, 이민순
- 홍보: 오현주, 조승희, 김지윤, 홍지예, 최성원
- 캐릭터사업: 황진용, 김아람
- 콘텐츠구매: 김대창, 정혜인, 김택상
- NLE: 고은아, 심명식
- 타이틀: 지혜천
- 화면수정: 서선지, 김지예, 조아라, 도여진, 정선화
- 종합편집: 이지혜
- 녹음: 이성주
- 제과용어감수: 백오연
- 번역: 권이강
- 연출: 김이경
- 기획: CJ ENM 투니버스

### 꿈빛 파티시엘 프로페셔널
- 구매: 이은선, 문명미, 김택상
- NLE: 고은아, 심명식
- 타이틀CG: 홍지예, 오경아
- 종합편집: 이지혜
- 번역: 권이강
- 제과용어감수: 백오연
- 녹음·믹싱: 이창휘
- 연출: 김이경
- 기획: CJ ENM 투니버스

## 오류
- - 작품의 원제는 꿈빛 파티시에르로 사실 파티시엘이 아니라 파티시에르가 정확한 번역이다. 실제로도 프랑스에서 남성 제과자는 '파티시에', 여성 제과자는 '파티시에르'라고 부른다. 이 오역의 출처는 한국에서 애니메이션을 방송했던 투니버스로 일본어에서 외래어 발음을 대부분 흘리다보니[5] 파티시에르 역시 '-르' 발음을 ㄹ받침으로 오해하며 파티시엘로 수정한 것으로 보인다. 대원씨아이에서도 애니메이션의 인지도를 의식한 것인지 단행본 발매 시에도 제목을 수정하지 않았다. 이 때문에 한국의 많은 이들이 여성 제과사를 '파티시엘'로 잘못 알고 있기도 하다.
    - 작중 감딸기의 입을 빌려 백설탕은 사탕수수로 만들고 황설탕은 사탕무로 만든다는 설명이 나오는데, 잘못된 설명이다. 사탕수수든 사탕무든 추출한 자당으로 백설탕이 나오며 이를 시럽화해 갈변시킨 것이 황설탕이다. 작중 설명에 따르면 vergeoise라고 설명하는데, vergeoise는 모든 황설탕을 총칭하는 말이다. 사탕무 황설탕과 사탕수수 황설탕이 다르게 존재하며 사탕무당이 특정 디저트 요리 등에서 사용된다는 점 때문에 마츠모토 나츠미 작가가 헷갈린 듯하다.